# Дарбханга
Дарбханга (хинди दरभंगा, англ. Darbhanga) — город на севере индийского штата Бихар. Административный центр округа Дарбханга.

## География
Абсолютная высота — 38 метров над уровнем моря. Среднегодовая норма осадков — 1166 мм, почти все они выпадают с мая по октябрь. Самый дождливый месяц — июль, самый засушливый — ноябрь.

## Население
По данным переписи 2001 года, население города составляло 269 138 человек. Мужчины составляют 53 %, женщины — 47 %. Уровень грамотности — 64 % (72 % мужчин и 56 % женщин). Доля детей в возрасте до 6 лет — 15 %. 71 % населения исповедует индуизм; 27 % — ислам; 1,4 % — джайнизм; 0,2 % — христианство и 0,4 % — другие религии. Основные языки населения: майтхили и другие варианты хинди, среди местных мусульман распространён урду.
По оценочным данным на 2013 год численность населения составляет 330 015 человек.
Динамика численности населения города по годам:
| 1991    | 2001    | 2011    | 2013    |
| ------- | ------- | ------- | ------- |
| 218 391 | 267 348 | 306 089 | 330 015 |

## Транспорт
Имеется железнодорожное и автобусное сообщение с крупными городами страны.

## Образование
В Дарбханге расположены медицинский и инженерный колледжи, а также ряд других учебных заведений.